# Pantalone

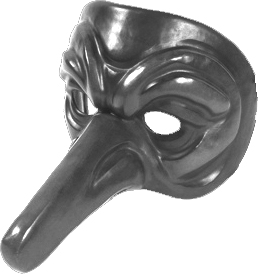
Màscara de Pantalone, caracteritzada pel nas llarg i ganxut

Pantalone és un personatge clàssic de la Commedia dell'Arte. És un mercader vell amb diners i poder. És llest, ambiciós garrepa; i sovint competeix amb joves per conquerir alguna noia. A la sèrie de dibuixos animats Els Simpson el seu arquetip es correspondria amb el Senyor Burns.